# Esther Regina

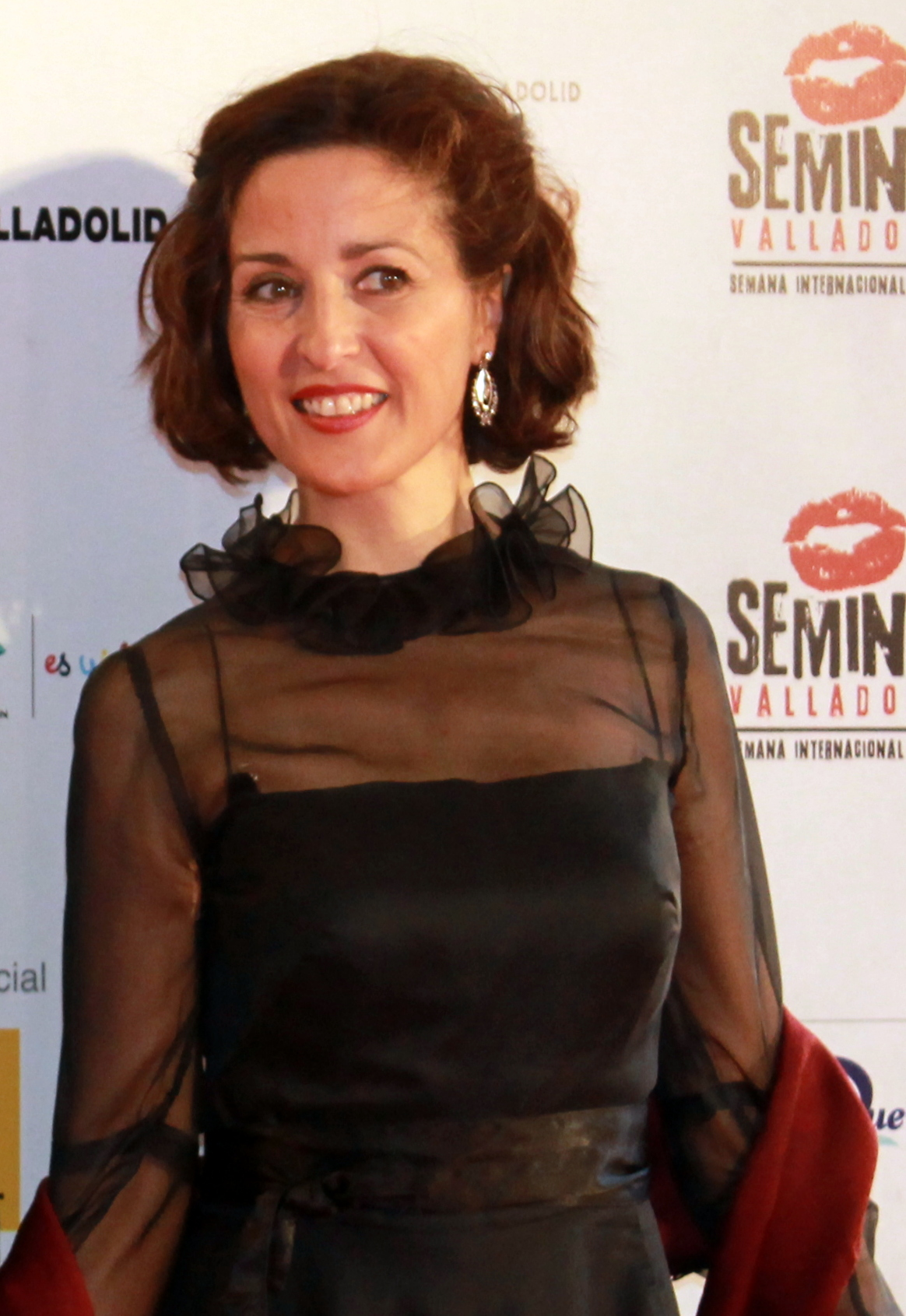
Esther Regina, 2012

Esther Regina, eigentlich Esther Regina Diaz Soto (* in Madrid), ist eine spanische Schauspielerin, die seit 2010 unter ihren beiden Vornamen bekannt ist, davor noch unter ihrem bürgerlichen Namen Esther Diaz Soto oder nur unter dem Namen Esther Soto spielte. Außerhalb der Schauspielerei ist sie unter Esther Diaz Soto geläufig.

## Leben
Esther Diaz Soto hat einen Universitätsabschluss in Französischer Philologie und studierte Schauspiel in Brüssel. Ihre Ausbildung und Auslandserfahrungen haben ihre Karriere vorangebracht und ihre Sprachkenntnisse vertieft, was es ihr ermöglicht hat, zahlreiche Rollen auf Spanisch, Französisch, Deutsch, Italienisch und Englisch zu spielen. Seit ihrer Jugend hat Esther Regina verschiedene Schauspiel-, Stimmbildungs- und Tanzkurse absolviert. Nach Abschluss ihres Studiums an der Universidad Complutense in Madrid vervollständigte sie ihre akademische Ausbildung in Frankreich an der Sorbonne, den Universitäten von Grenoble und Metz sowie in Deutschland an der Universität des Saarlandes.
Sie arbeitete als Übersetzerin für das Europäische Parlament in Luxemburg und später für die Europäische Union in Brüssel. Dort war sie Gründungsmitglied des Teatro Español de Bruselas, wo sie über mehrere Jahre hinweg auftrat. Seit ihrer Rückkehr nach Spanien hat sie in zahlreichen Theater-, Fernseh- und Filmproduktionen unter der Leitung verschiedener Regisseure wie Lucas Fernández und Sigfrid Monleón mitgewirkt. Im Film „Ispansi!“ von Carlos Iglesias spielt sie die Hauptrolle. Sie wurde dafür für den Preis der besten Nachwuchsschauspielerin 2010 der Unión de Actores y Actrices nominiert.

## Filmografie (Auswahl)

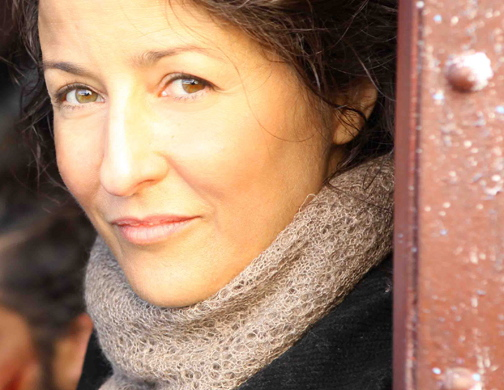
Esther Regina in Ispansi! (2010)

- 2006: Un franco, 14 pesetas (Regie: Carlos Iglesias)
- 2008: Óscar. Una pasión surrealista (Regie: Lucas Fernández)
- 2009: El cónsul de Sodoma (Regie: Sigfrid Monleón)
- 2009: Retal (Regie: Pablo Maeso)
- 2010: Ispansi! (Regie: Carlos Iglesias)
- 2014: 2 francos, 40 pesetas (Regie: Carlos Iglesias)

## Fernsehserien
- 2004: Mis adorables vecinos (eine Episode)
- 2005: Amar en tiempos revueltos (zwei Episoden)
- 2007: Manolo & Benito Corporeision (eine Episode)
- 2007: Cuenta atrás (eine Episode)
- 2007: La que se avecina (eine Episode)
- 2007: Yo soy Bea (drei Episoden)
- 2007: El síndrome de Ulises (eine Episode)
- 2007: Planta 25 (fünf Episoden)
- 2008: Mi gemela es hija única (eine Episode)
- 2009: ¡A ver si llego! (eine Episode)
- 2009: Hospital Central (eine Episode)
- 2009: Los exitosos Pells (eine Episode)
- 2012: Luna, el misterio de Calenda (neun Episoden)
- 2012: Gran Hotel (eine Episode)
- 2012: La memoria del agua (eine Episode)
- 2013: Águila Roja (eine Episode)